# Psychotizismus
Psychotizismus ist eine von drei unabhängigen Persönlichkeitseigenschaften im P-E-N-Modell des Persönlichkeitspsychologen Hans Jürgen Eysenck, neben Extraversion und Neurotizismus. Die Dimension sollte ursprünglich abgeschwächte Merkmale der Schizophrenie und anderer psychotischer Störungen bei gesunden Menschen erfassen. Ein Zusammenhang konnte jedoch nicht empirisch bestätigt werden. Zum „Psychotizismus“ gehörende Merkmale sind Aggressivität, Gefühlskälte, Egozentrik, Impulsivität, Kreativität und Antisozialität. Grundlage dieser Persönlichkeitsdimension ist auch die Annahme eines Kontinuums zwischen gesund und psychotisch. Demzufolge würden hoch psychotische Personen den einen Extrempol bilden und in Persönlichkeitstests entsprechend die höchsten Psychotizismuswerte erzielen. Der andere Extrempol wird als Realismus oder Impulskontrolle bezeichnet. Personen aus diesem Bereich verhalten sich realistisch und angepasst und würden voraussichtlich in Tests die niedrigsten Psychotizismuswerte erzielen. Psychotizismus konnte sich aufgrund seiner unscharfen Definitionen nicht durchsetzen und wird daher in der heutigen Persönlichkeitspsychologie nicht mehr genutzt.

## Erfassung
Erfasst wird Psychotizismus mit dem Revised Eysenck Personality Questionnaire (REPQ). Die Kurzform des Fragebogens umfasst zwölf Fragen zur Psychotizismus-Dimension wie z. B.:
- „Wünschen Sie sich manchmal, dass andere Menschen vor Ihnen Angst haben?“
- „Nehmen Sie Drogen, die unvorhersehbare oder gefährliche Auswirkungen haben?“

## Rezeption
Im Gegensatz zu den anderen beiden Persönlichkeitsdimensionen Extraversion (auf der Dimensionsachse Extraversion/Introversion) und Neurotizismus (Emotionale Labilität) des P-E-N-Modells konnte sich die Psychotizismus-Dimensionen in der wissenschaftlichen Diskussion nicht durchsetzen. Das Konstrukt erscheint zu unscharf und heterogen. Die Erfassung mittels eines Fragebogens erwies sich als schwierig, weil die Antworten auf Psychotizismus-Fragen häufig im Sinn der sozialen Erwünschtheit verfälscht werden. Zudem korreliert das Konstrukt mit den Big-Five-Dimensionen Verträglichkeit und Gewissenhaftigkeit.